# Glade jul, dejlige jul
"Glade jul, dejlige jul" er den danske udgave af den tysksprogede julesalme "Stille Nacht, heilige Nacht" ("Stille nat, hellige nat"). Melodien blev komponeret 24. december 1818 af den østrigske organist Franz Xaver Gruber. B.S. Ingemann skrev i 1850 den danske tekst "Glade jul, dejlige jul" til melodien fra 1818.

## Historie
Joseph Mohr, som var hjælpepræst i Nicolaikirken ved Oberndorf nær Salzburg i Østrig, var 24. december 1818 om morgenen ved at forberede midnatsmessen, men da kirkens orgel var blevet ødelagt af fugt, besluttede Mohr sig for at digte en ny julesalme, som fik navnet “Stille Nacht, heilige Nacht”. Julesalmen blev præsenteret for Franz Xaver Gruber, som herefter komponerede melodien dertil. Den blev opført samme aften udsat for tenor, bas, akkompagneret af kor og en guitar.
6. februar 1850 skrev Hans Agerbek salmen “Uforsagt, vær paa vagt” over Grubers melodi. Denne salme benyttes dog i dag med melodien til "Klokken slår, tiden går", og har nr. 275 i Den Danske Salmebog. 8. december samme år udgav B.S. Ingemann teksten til den danske udgave af salmen, "Glade jul, dejlige jul", der har nr. 120 i Den Danske Salmebog.
Den engelske udgave af salmen har titlen “Silent Night”, og den fik sin tekst i 1863 af den amerikanske pastor John Freeman Young (1820-1885) fra Floridas Episkopale Kirke.
Den engelske udgave er indspillet i utallige versioner. Der findes bl.a. en indspilning med Elvis Presley, som  blev indspillet 6. september 1957 hos Radio Recorders i Hollywood. Den blev udsendt på albummet Elvis' Christmas Album i november samme år.
I 2008 udgav RCA en CD med titlen Christmas Duets. Denne rummer en række kendte julesange i Elvis Presleys fortolkning, men re-mixet, således at hvert nummer er ændret til en duet. På denne CD er "Silent Night" i en version, hvor Elvis synger duet med Sara Evans.
Melodien er kendt som julesang i store dele af verden, og der er efter sigende mere end 300 oversættelser af "Stille Nacht, heilige Nacht".[kilde mangler]
Mange har oplevet, at netop denne sang har en særlig evne til at knytte ven og fjende sammen. I julen 1914, under 1. verdenskrig, mødtes tyske og britiske soldater i ingenmandsland og sang salmen sammen, på hvert sit sprog.
I 2001 udkom en alternativ udgave af sangen på julealbummet Juleknas.

## Melodi
Melodien er komponeret af den østrigske lærer Franz Xaver Gruber i 1818. I koralbogen fra 2003 står melodien noteret i B-dur og har en ambitus på en undecim. 
Den danske komponist Carl Nielsen komponerede i 1905 en variation over sangen, som hedder "Drømmen om Glade Jul".  Denne er bl.a. indspillet af Christina Bjørkøe.